# Rue des Greniers
La rue des Greniers  est une voie de Strasbourg, rattachée administrativement au quartier Gare - Kléber. 

## Situation et accès
Elle va de la rue des Glacières à la rue Saint-Marc.

## Origine du nom

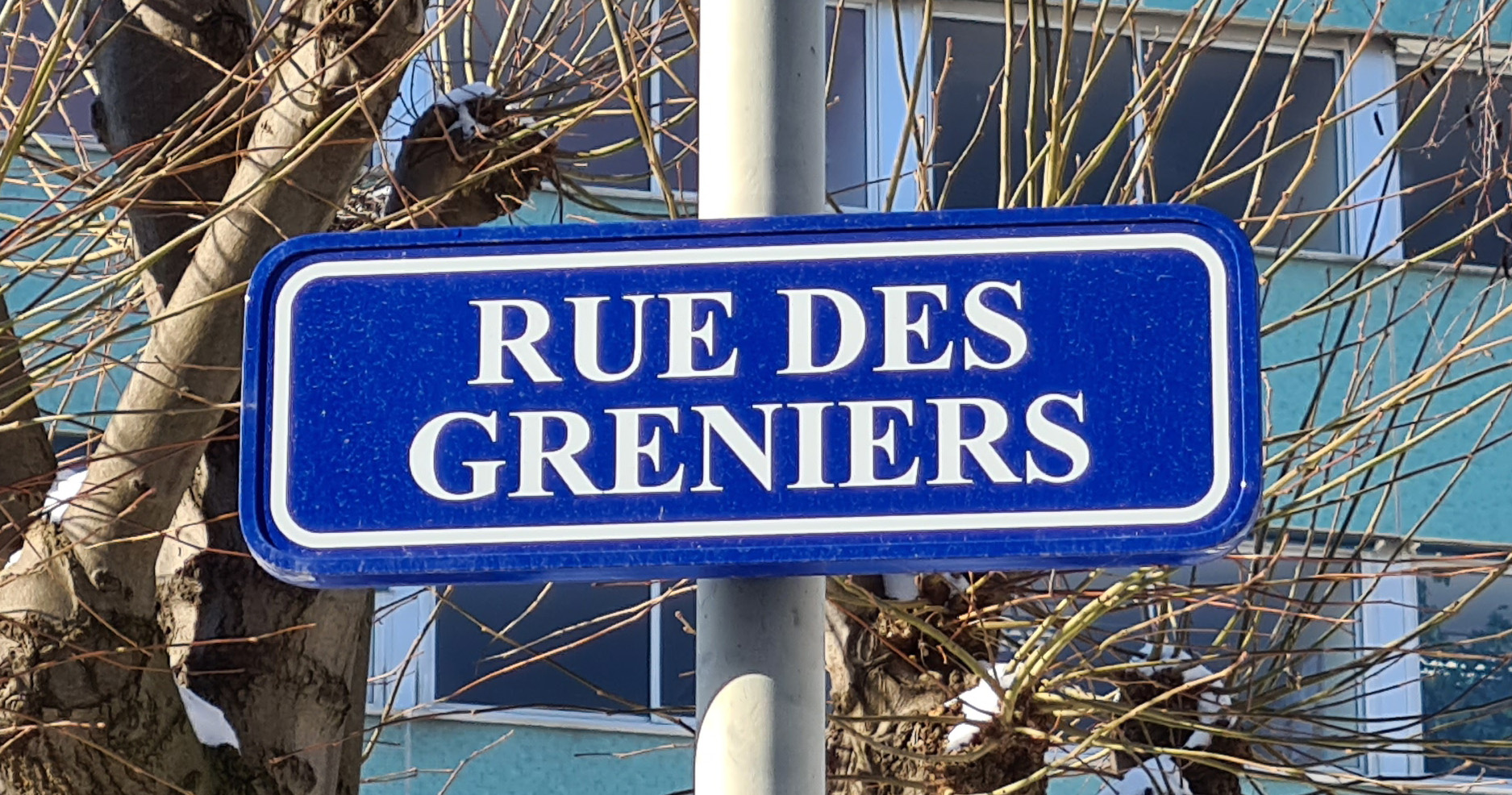
Plaque.

Selon Adolphe Seyboth, la voie doit son nom actuel à la « construction du grand grenier à grains dans l'enclos de St-Marc » en 1870.

## Histoire
Au XVIIIe siècle, elle est considérée comme un cul-de-sac de la rue Saint-Marc et conserve cette appellation au siècle suivant.
Au moment de la Révolution elle prend le nom de « rue du Père-Duchêne » (1792), d'après le journal Le Père Duchesne fondé par Hébert en 1790, puis devient la « rue de Barra » en 1794,, en hommage au jeune volontaire Joseph Bara (ou Barra), tombé héroïquement pendant la guerre de Vendée l'année précédente, à l'âge de 14 ans.

Après l'installation d'un Haras national à Strasbourg au début du XIXe siècle, elle est nommée « impasse du Haras » en 1833, puis son nom est traduit par Gestütsgasse au moment de l'occupation allemande en 1872.

En 1912 et 1940 elle devient la Speichergasse, alternant avec « rue des Greniers » en 1920 et depuis 1945.

## Bâtiments remarquables
no 1À proximité du bâtiment historique du collège Lucie Berger dans la rue Saint-Marc, de nouvelles infrastructures de l'établissement scolaire ont été construites dans la rue des Greniers.
no 9Cet immeuble forme l'angle avec la rue des Glacières.

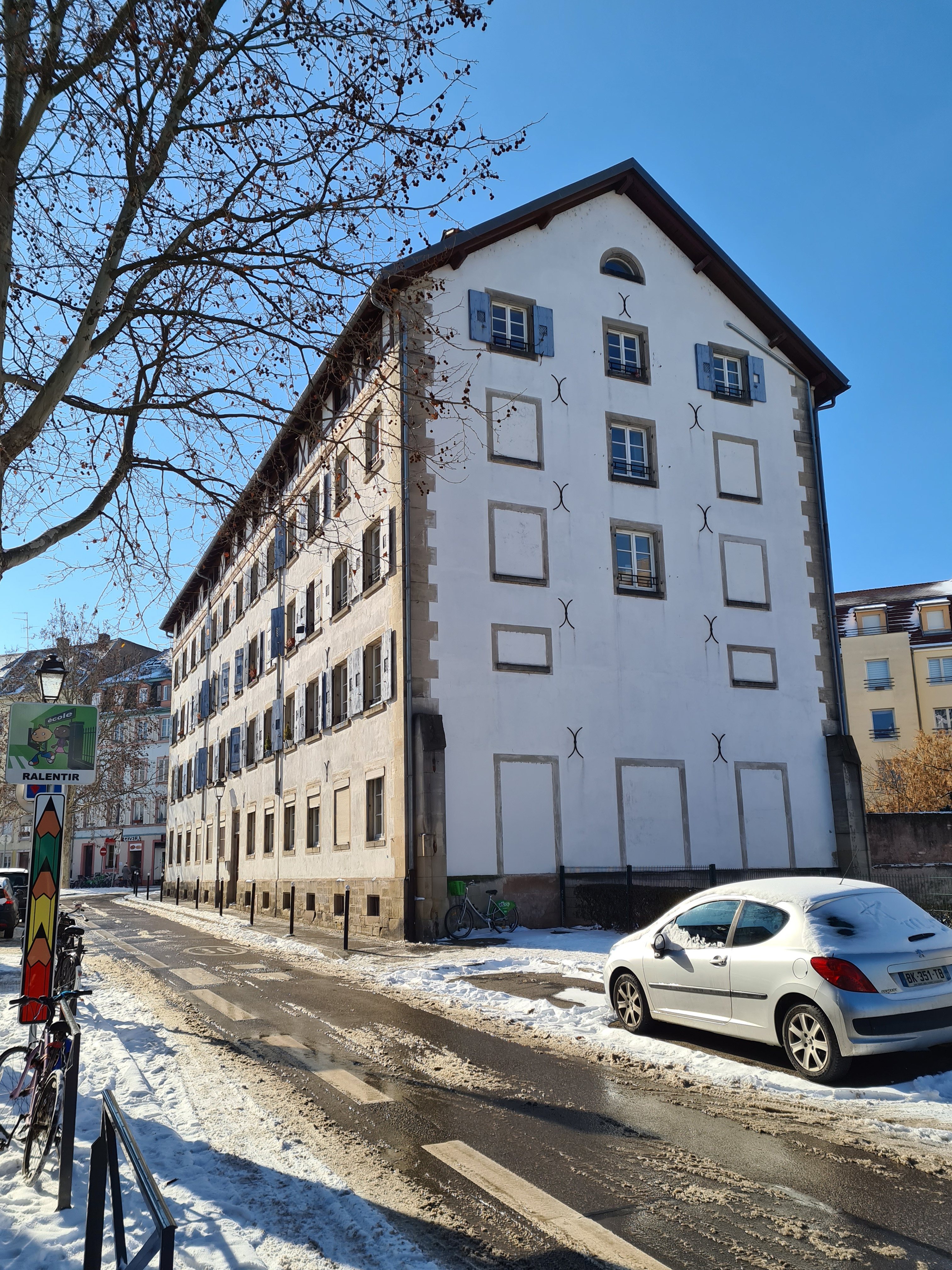
Dans la rue des Greniers.
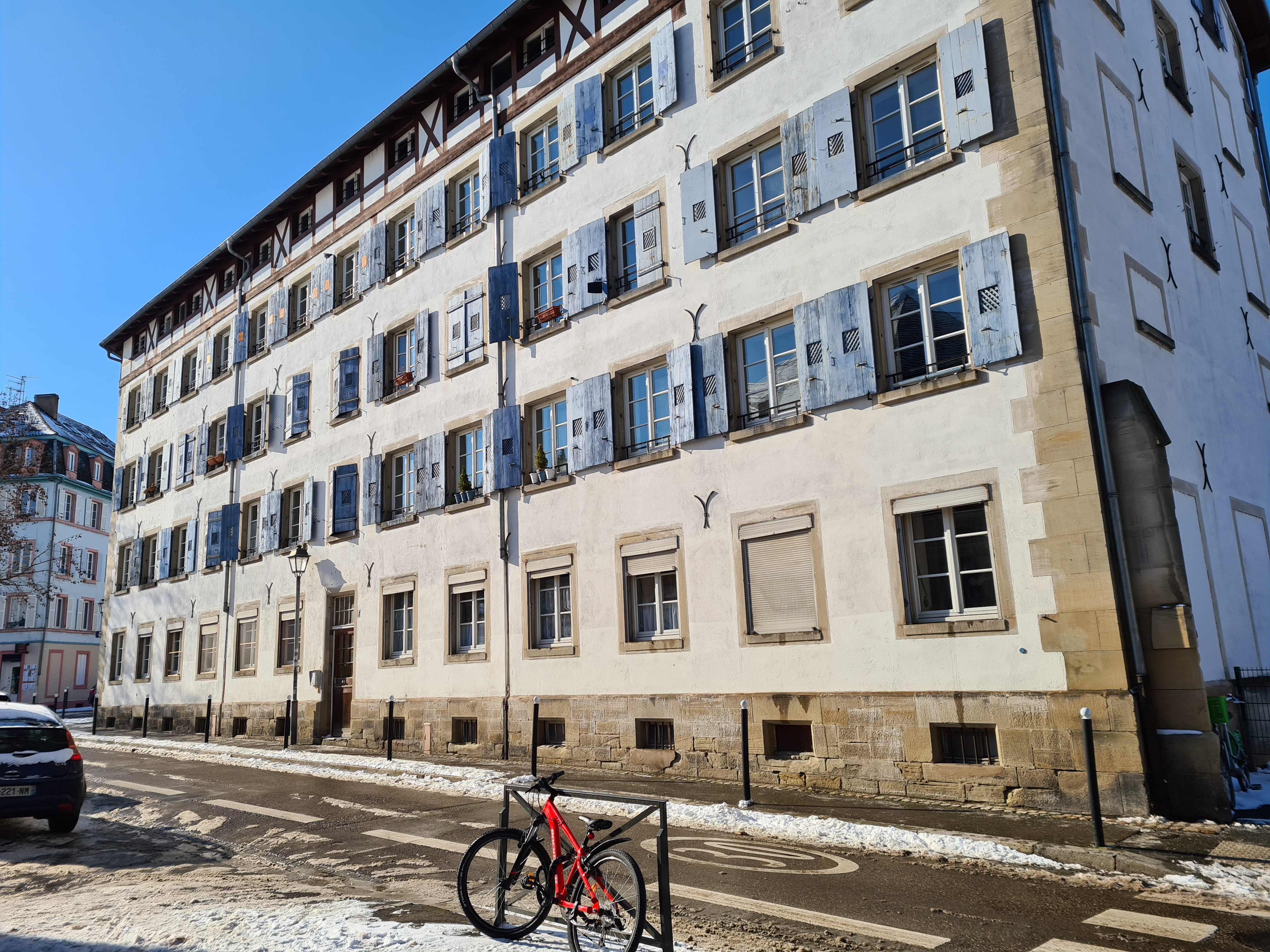
no 9 depuis la rue des Greniers.
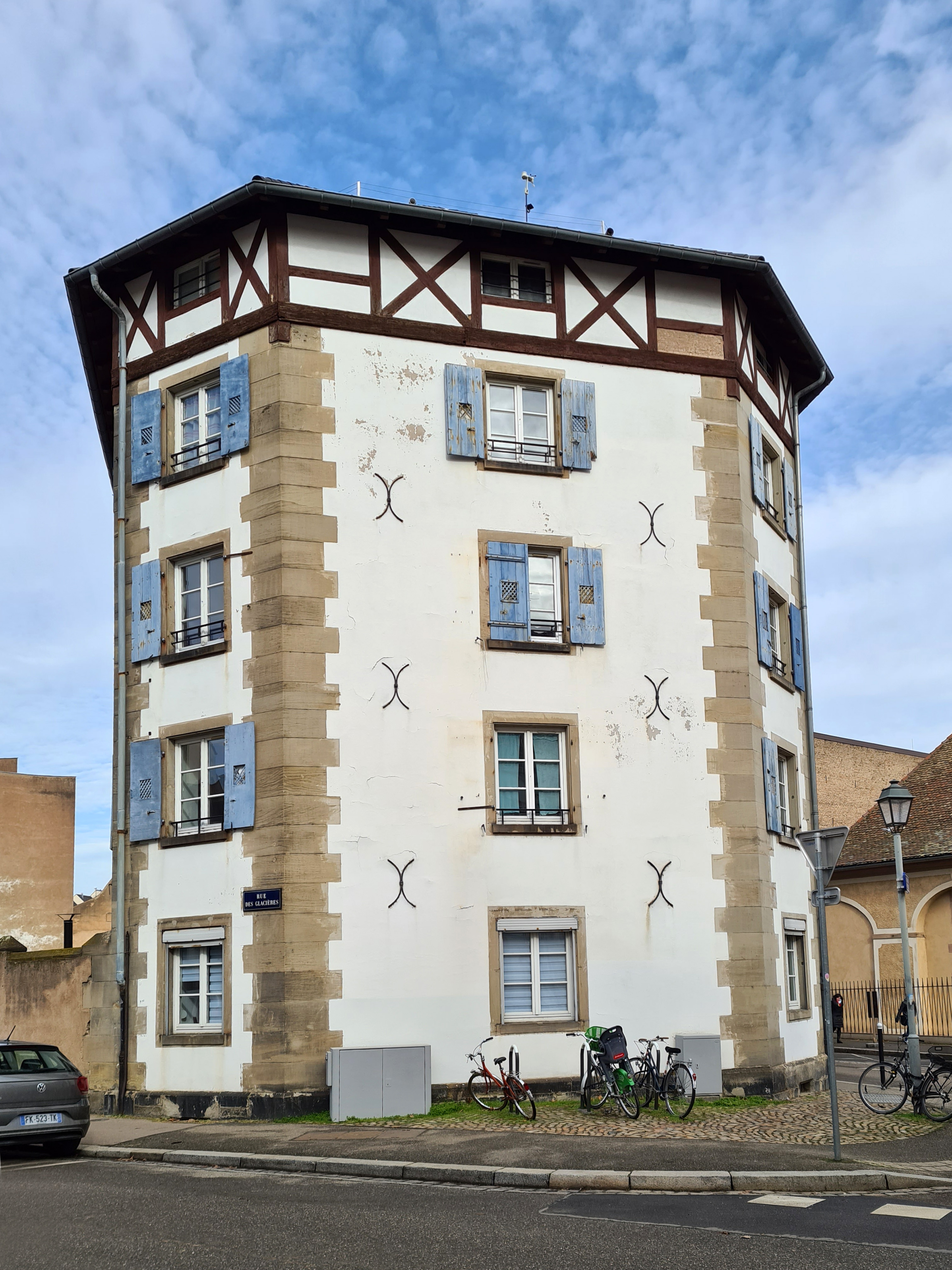
À l'angle des deux rues.
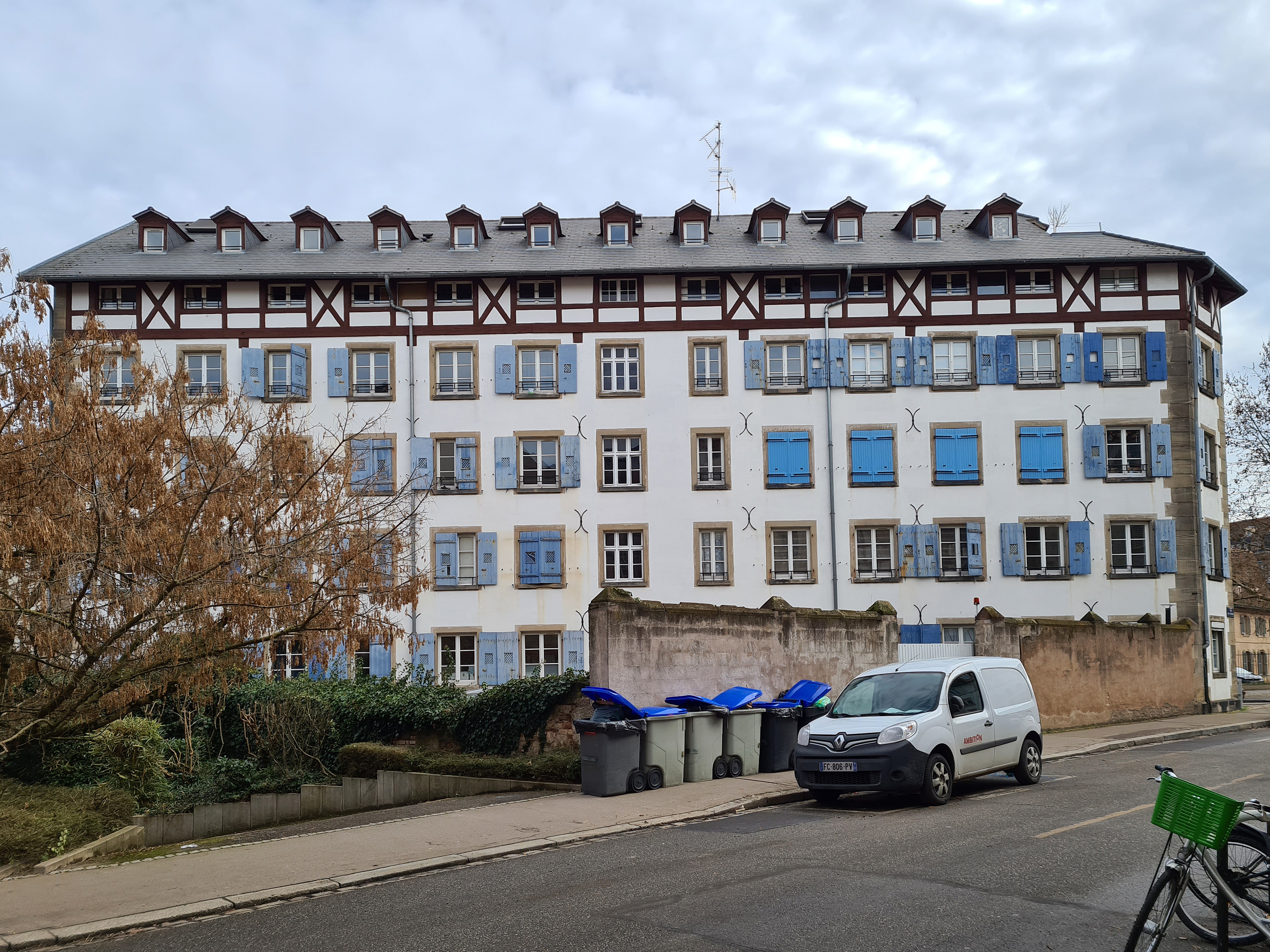
Vue depuis la rue des Glacières.

no 23Après plusieurs années de travaux, un hôtel de luxe et une brasserie s'installent en 2013 dans les bâtiments restaurés de l'ancien haras national de Strasbourg, à l'angle de la rue des Glacières et de la rue Sainte-Élisabeth.

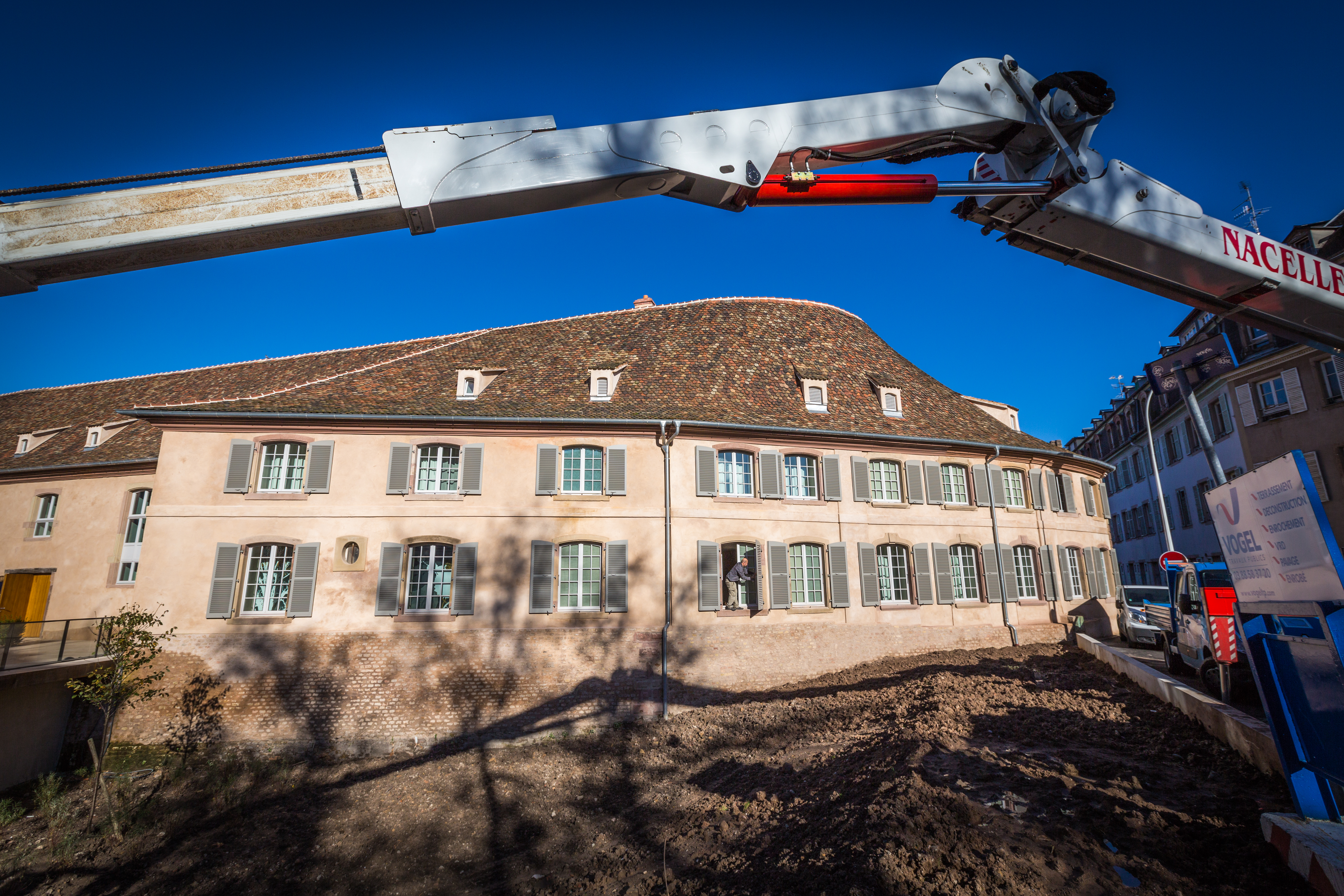
Travaux d'aménagement (2013).
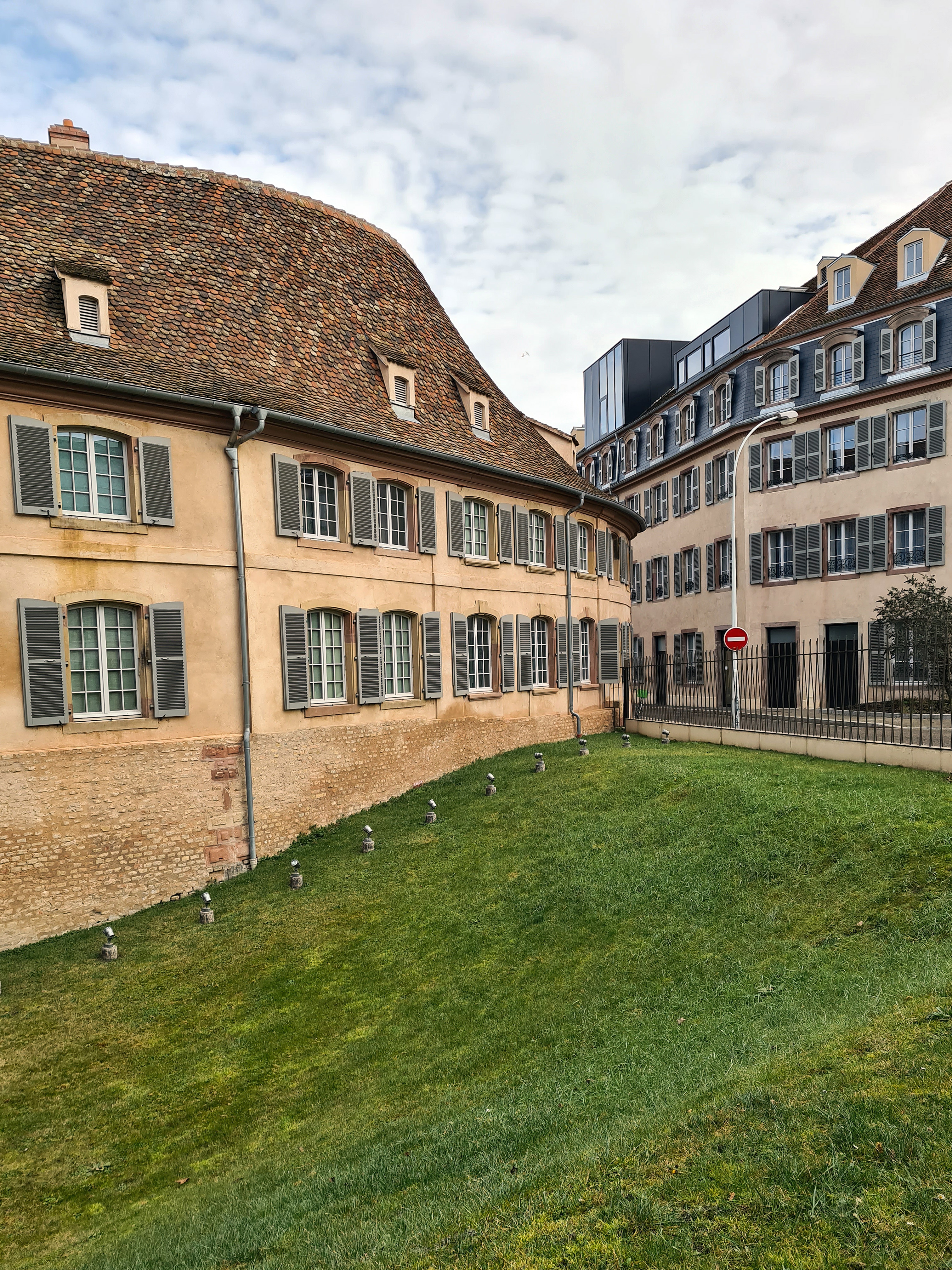
Rue Sainte-Élisabeth (2021).
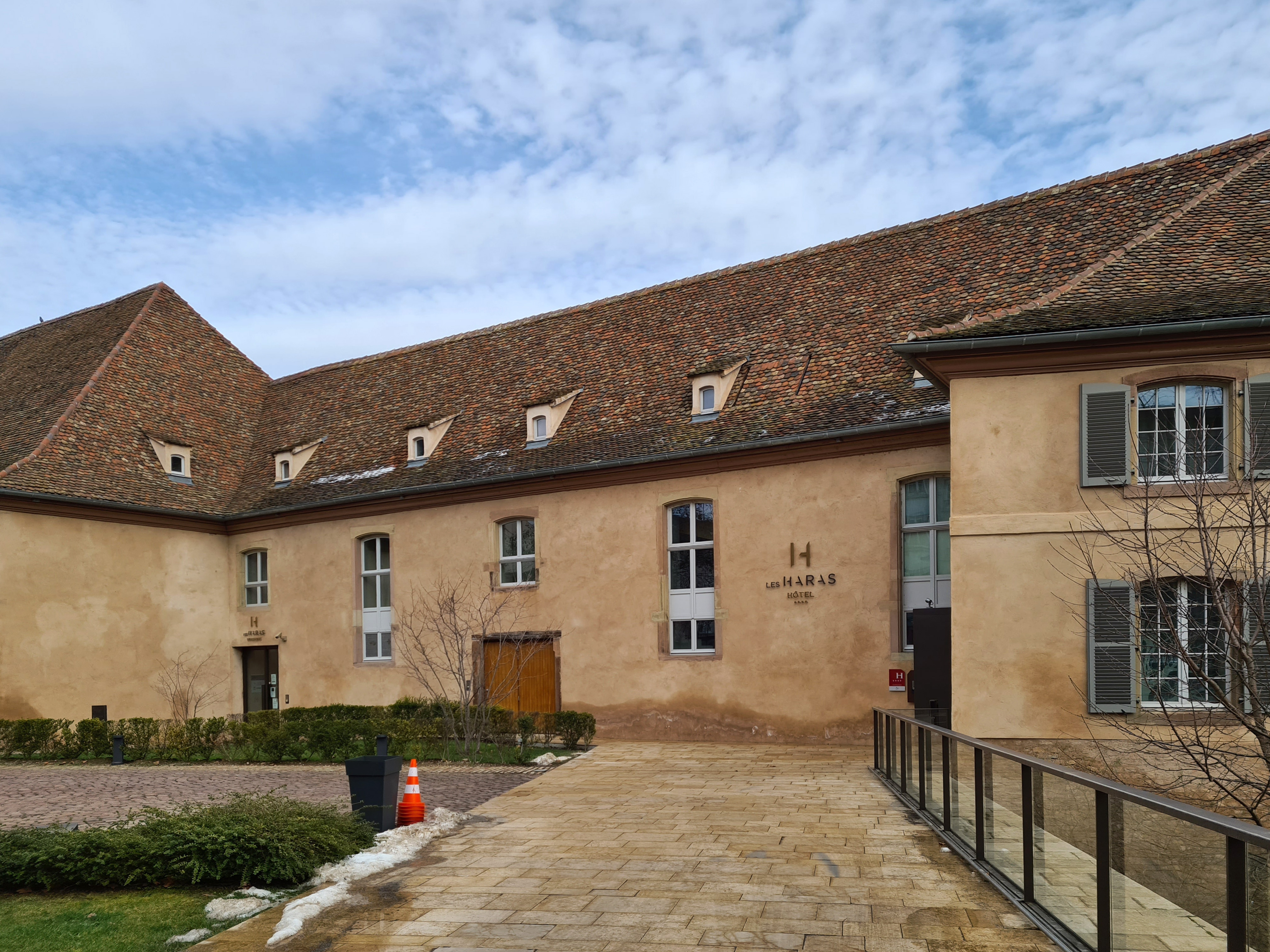
Entrée arrière de la brasserie (2021).